# Malasiqui
Malasiqui ist eine Stadtgemeinde in der philippinischen Provinz Pangasinan. Im Jahre 2015 zählte sie 130.275 Einwohner. Das Gelände der Gemeinde ist sehr flach und eignet sich gut für die Landwirtschaft. Neben Getreide wird auch viel Obst angebaut.
Malasiqui ist in insgesamt 73 Barangays aufgeteilt.